# Victor Hugo Martínez Contreras
Victor Hugo Martínez Contreras (ur. 29 marca 1930 w San Felipe, zm. 26 sierpnia 2020 w Gwatemali) – gwatemalski duchowny rzymskokatolicki, w latach 1987–1996 biskup i 1996–2007 arcybiskup Los Altos Quetzaltenango–Totonicapán.

## Życiorys
Święcenia kapłańskie przyjął 8 grudnia 1956 roku. 30 listopada 1970 roku został prekonizowany biskupem pomocniczym Huehuetenango ze stolicą tytularną Naissus. Sakrę biskupią otrzymał 10 stycznia 1971 roku. 20 września 1975 roku został mianowany ordynariuszem diecezji Huehuetenango, a 4 kwietnia 1987 roku biskupem Los Altos Quetzaltenango–Totonicapán. 13 lutego 1996 roku został podniesiony do godności arcybiskupa. 19 kwietnia 2007 roku przeszedł na emeryturę.